# Fiat 1500 Spider
Der Fiat 1500 Spider war ein zwischen 1963 und 1966 hergestelltes zweitüriges Cabriolet der italienischen Automobilmarke Fiat.

## Entwicklungsgeschichte, Merkmale
Der Fiat 1500 Spider ersetzte den Vorgänger Fiat 1200 Cabriolet (118G). Dessen Pininfarina-Karosserie bekam unter anderem eine neue Front. Das weitgehend unveränderte Fahrwerk erhielt vorne Scheibenbremsen. Die wichtigste Änderung war der Motor, der aus der Limousine Fiat 1500 von 1961 stammte: ein Vierzylinder-OHV-Reihenmotor mit 1481 cm³ und 67 PS. Die Höchstgeschwindigkeit betrug circa 155 km/h.
Nach technischen Änderungen 1964 – unter anderem Servobremse – wurde 1965 der Motor des Fiat 1500 C mit 75 PS und das neue Fünfganggetriebe eingebaut (118 K), mit einer Höchstgeschwindigkeit von ca. 160 km/h.
Nachfolger war ab 1966 der Fiat 124 Spider, der mit seinem Vorgänger nur noch das Fünfganggetriebe gemeinsam hatte.

## Schwestermodelle
Auch das mit der gleichen Pininfarina-Karosserie ausgestattete Schwestermodell Fiat 1600 S (OSCA) Cabriolet mit dem 1,6-Liter-Doppelnockenwellen-Motor von O.S.C.A. wurde überarbeitet. Es unterschied sich neben dem Motor vom 1500 Cabriolet durch die „Vier-Scheinwerfer-Front“ und einen deutlich hochwertiger ausgestatteten Innenraum. Motor und Fahrwerk entsprachen dem Vorgängermodell (1600 S, 1962–1963). 1965 wurde wie beim 1500 Cabriolet auch im 1600 S das neue Fünfganggetriebe eingebaut.
Neben dem Fiat Cabriolet gab es auch ein 1500 Coupe und 1600 S Coupe, das aber von Pininfarina selbst unter eigenem Label vermarktet wurde.